# NGC 4322
NGC 4322 (بالإنجليزية: NGC 4322)‏ الذي يرمز له بالرمز NGC 4322، هو نجم، في كوكبة الهلبة.

## الاكتشاف
اكتشف في 1882، بواسطة فيلهلم تمبل.